# Mniów (gmina)
Mniów (hist. gmina Krasna) – gmina wiejska w województwie świętokrzyskim, w powiecie kieleckim. W latach 1975–1998 gmina położona była w województwie kieleckim. Jest jedną z gmin aglomeracji kieleckiej.
Siedziba gminy to Mniów.

## Położenie
Gmina Mniów leży w północno-zachodniej części województwa świętokrzyskiego.
Teren gminy znajduje się na pograniczu dwóch odmiennych krain geograficznych: Gór Świętokrzyskich i Płaskowyżu Suchedniowskiego. Góry Świętokrzyskie pokrywają południowy fragment gminy zaliczany do Wzgórz Oblęgorsko-Tumlińskich. Przylega do nich Płaskowyż Suchedniowski, rozciągający się od północy. Znaczną część Pasma Oblęgorsko-Tumlińskiego stanowi Suchedniowsko-Oblęgorski Park Krajobrazowy wraz z otuliną, gdzie występują rzadkie i chronione gatunki fauny i flory.
Są tutaj również liczne użytki ekologiczne oraz pomniki przyrody. Ponadto poza terenem wyżej wymienionego Parku gmina leży w całości w obrębie Konecko-Łopuszańskiego Obszaru Chronionego Krajobrazu. Ochroną objęte są również stanowiska archeologiczne, miejsca pamięci narodowej i historyczne obiekty kultowe.

## Zasoby naturalne
Tradycje przemysłowe w gminie Mniów sięgają głęboko w przeszłość. W wiekach XVII i XVIII wydobywano tutaj rudy stanowiące surowiec do produkcji żelaza oraz wytapiano szkło. Tereny wokół Mniowa stanowiły istotne ośrodki górnictwa i hutnictwa Staropolskiego Zagłębia Przemysłowego. W czasach współczesnych, ciągłej eksploatacji są złoża triasowych iłów ceramicznych w miejscowości Grzymałków i piasku w Zaborowicach.
Obecnie, na bazie tych zasobów, realizowany jest program wykorzystania surowców ceramicznych, polegający na stworzeniu w gminie Mniów ośrodka rękodzieła artystycznego i garncarstwa.

## Struktura powierzchni
Według danych z roku 2002 gmina Mniów ma obszar 95,27 km², w tym:
- użytki rolne: 66%
- użytki leśne: 24%

Gmina stanowi 4,24% powierzchni powiatu.

## Sport

### Kluby piłkarskie
- Victoria Mniów:
  - pełna nazwa: Stowarzyszenie Rozwoju Kultury i Sportu Victoria Mniów;
  - rok założenia: 2003;
  - barwy klubowe: biało-zielone;
  - sekcje: seniorzy oraz grupy młodzieżowe;
  - największe sukcesy seniorów : awans do Klasy A w sezonie 2010/2011 oraz 2018/2019;
  - w sezonie 2024/2025 – Klasa A, gr. Kielce I[5].

## Demografia

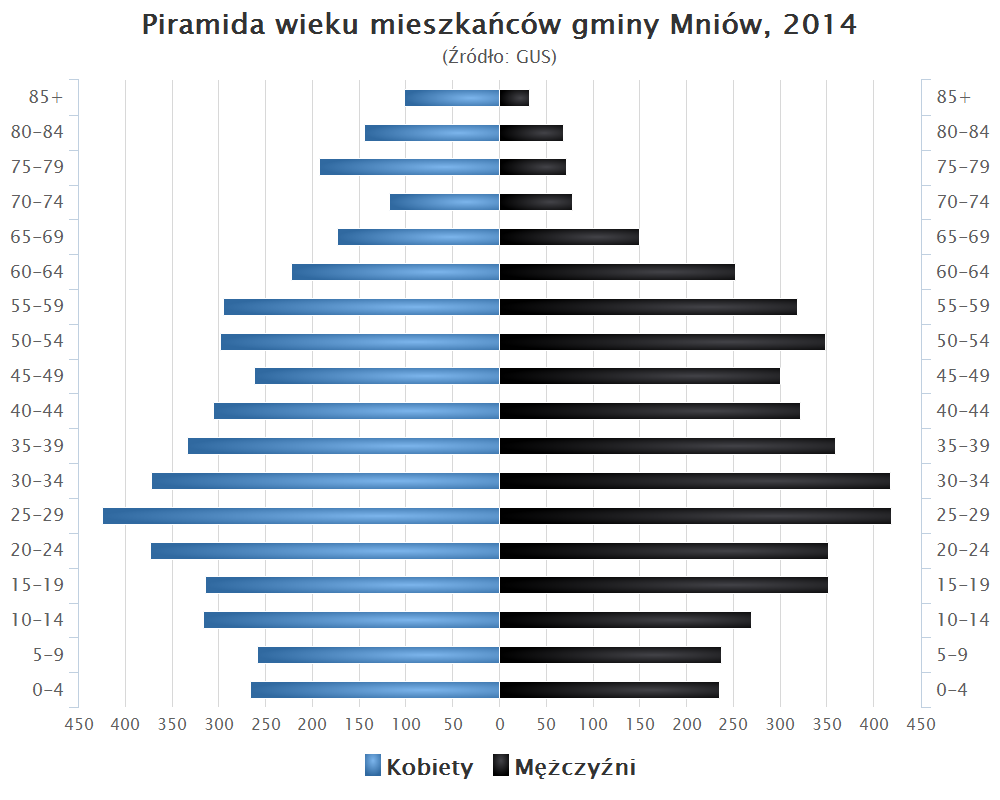
Piramida wieku mieszkańców gminy Mniów w 2014 roku

Dane z 2010 r.:
| Opis                              | Ogółem | Ogółem | Kobiety | Kobiety | Mężczyźni | Mężczyźni |
| --------------------------------- | ------ | ------ | ------- | ------- | --------- | --------- |
| Jednostka                         | osób   | %      | osób    | %       | osób      | %         |
| Populacja                         | 9327   | 100    | 4741    | 50,83   | 4586      | 49,17     |
| Gęstość zaludnienia [mieszk./km²] | 98     | 98     | 50      | 50      | 48        | 48        |

## Sołectwa
Baran, Borki, Cierchy, Gliniany Las, Grzymałków, Lisie Jamy, Malmurzyn, Mniów I, Mniów II, Mokry Bór, Pałęgi, Pępice, Pielaki, Pieradła, Podchyby, Przełom, Rogowice, Serbinów, Skoki, Straszów, Węgrzynów, Wólka Kłucka, Zaborowice, Zachybie.
Pozostałe miejscowości podstawowe: Baran-Gajówka, Chyby, Kontrewers, Leśniówka, Piaski, Stachura, Wiązowa.

## Sąsiednie gminy
Łopuszno, Miedziana Góra, Radoszyce, Smyków, Stąporków, Strawczyn, Zagnańsk